# Thriambus reynaudi
Thriambus reynaudi är en insektsart som beskrevs av Bonfils 1993. Thriambus reynaudi ingår i släktet Thriambus och familjen sporrstritar. Inga underarter finns listade i Catalogue of Life.